# 위저딩 월드 오브 해리 포터
위저딩 월드 오브 해리 포터(영어: The Wizarding World of Harry Potter)는 《해리 포터》를 기반으로 한 유니버설 파크 & 리조트의 테마파크로 4개의 리조트에 만들었다.

## 역사
2003년, 해리 포터 테마파크가 유니버설 스튜디오 파크나 디즈니 파크에 지어질거라는 루머가 돌았다. 그러나, 워너브라더스는 모두 부인했다. 2007년 1월, About.com은 "매우 신뢰할 수 있는 소스"로 아일랜즈 오브 어드벤처의 잃어버린 대륙(The Lost Continent) 테마파크에서 가장 인기있는 아이들의 프랜차이즈 중 하나에 대해 테마파크를 만들거라고 보도했다. 2007년 5월 31일, 워너브라더스와 유너버설은 계약을 맺고 공식적으로 아일랜드 오브 어드벤처에 더 위저딩 월드 오브 해리 포터를 만들 것이라고 발표했다.

## 같이 보기
- 해리 포터의 장소 목록